# Rothrist
Rothrist (schweizerdeutsch: ˌroːtˈrɪʃt) ist eine Einwohnergemeinde im Schweizer Kanton Aargau. Sie gehört zum Bezirk Zofingen, liegt an der Aare und grenzt an den Kanton Solothurn. Bis 1890 war Niederwil der offizielle Name der Gemeinde.

## Geographie
Die Gemeinde besteht aus mehreren Ortsteilen, die in der zweiten Hälfte des 20. Jahrhunderts zusammengewachsen sind. Das überbaute Gebiet wird in Nordost-Südwest-Richtung von einer vierspurigen Eisenbahnlinie zerschnitten. Zwischen der Bahnlinie und der Aare liegt der Ortsteil Dietiwart mit einer ausgedehnten Industriezone. Südlich der Bahnlinie reihen sich mehrere Ortsteile aneinander. Von West nach Ost sind dies Oberwil, Niederwil (auch Dörfli genannt), Sennhof, Rothrist (auch Dorf oder Rössli genannt), Fleckenhausen und Hölzli.
Ganz im Nordosten münden im Abstand von knapp zweihundert Metern die Pfaffneren und die Wigger in die Aare, letztere bildet gleichzeitig die östliche Gemeindegrenze. In den Tälern dieser beiden Flüsse liegen versetzt von den übrigen Ortsteilen kleinere Weiler: Gfill und Gländ im Pfaffnerental sowie Säget im Wiggertal. Das südlichste Drittel des Gemeindegebiets ist vom Langholzwald bedeckt, einem Teil des grössten zusammenhängenden Waldgebietes des Kantons Aargau. Das Gelände steigt hier sanft bis zum Räckholderhubel an.
Die Fläche des Gemeindegebiets beträgt 1185 Hektaren, davon sind 395 Hektaren bewaldet und 384 Hektaren überbaut. Der höchste Punkt befindet sich auf dem Räckholderhübel auf 501 Metern, der tiefste auf 395 Metern an der Mündung der Wigger in die Aare. Nachbargemeinden sind Aarburg im Nordosten, Oftringen im Osten, Strengelbach im Südosten, Vordemwald im Süden, Murgenthal im Südwesten sowie die solothurnischen Gemeinden Boningen im Westen und Olten im Norden.

## Geschichte
Die erste urkundliche Erwähnung des Ortsteils Niederwil als Wile erfolgte im Jahr 1242 in den Statuten des Chorherrenstifts Zofingen. Rothrist wurde erstmals 1262 in einer Urkunde des Klosters St. Urban als Routrist erwähnt. Der Ortsname leitet sich vom althochdeutschen roten rise ab, was «beim roten Ris», also bei einer Halde von lockerem Gestein, bedeutet. Die Ortsteile der heutigen Gemeinde entstanden im Laufe der Jahrhunderte durch Waldrodungen. Sie waren im Mittelalter Bestandteil des Amtes Aarburg, das im Besitz der Grafen von Frohburg war. Diese verkauften das Amt 1299 an die Habsburger, die damit sowohl die niedere Gerichtsbarkeit als auch die Blutgerichtsbarkeit besassen.

Historisches Luftbild von Werner Friedli von 1957

1415 eroberten die Eidgenossen den Aargau. Das Gebiet um Rothrist gehörte nun zum Untertanengebiet der Stadt Bern, dem so genannten Berner Aargau. 1528 führten die Berner die Reformation ein. Im März 1798 nahmen die Franzosen die Schweiz ein, entmachteten die «Gnädigen Herren» von Bern und riefen die Helvetische Republik aus. Der westlich der Wigger gelegene Teil des Amts Aarburg gehörte zunächst zum Distrikt Langenthal im Kanton Bern und gelangte dann im März 1803 zum Kanton Aargau.
Um die Mitte des 19. Jahrhunderts waren weite Teile der Bevölkerung verarmt. In einer koordinierten Auswanderungsaktion verliessen am 27. Februar 1855 über 300 Personen (rund zehn Prozent der damaligen Bevölkerung) ihre Heimat in Richtung New Orleans. Nach der Eröffnung der Eisenbahnlinie Aarburg–Herzogenbuchsee am 16. März 1857 siedelten sich zahlreiche Industriebetriebe an, und die Gemeinde erlebte einen Aufschwung. Am 9. Oktober 1889 beschloss der Aargauer Grosse Rat die Umbenennung der Gemeinde Niederwil in Rothrist, um Verwechslungen mit Niederwil im Bezirk Bremgarten zu vermeiden. Die Umbenennung erfolgte per 1. Januar 1890. Seit Beginn des 20. Jahrhunderts stieg die Bevölkerungszahl um mehr als das Dreifache, vor allem durch den Bau der Autobahn in den 1970er Jahren begünstigt.

## Sehenswürdigkeiten

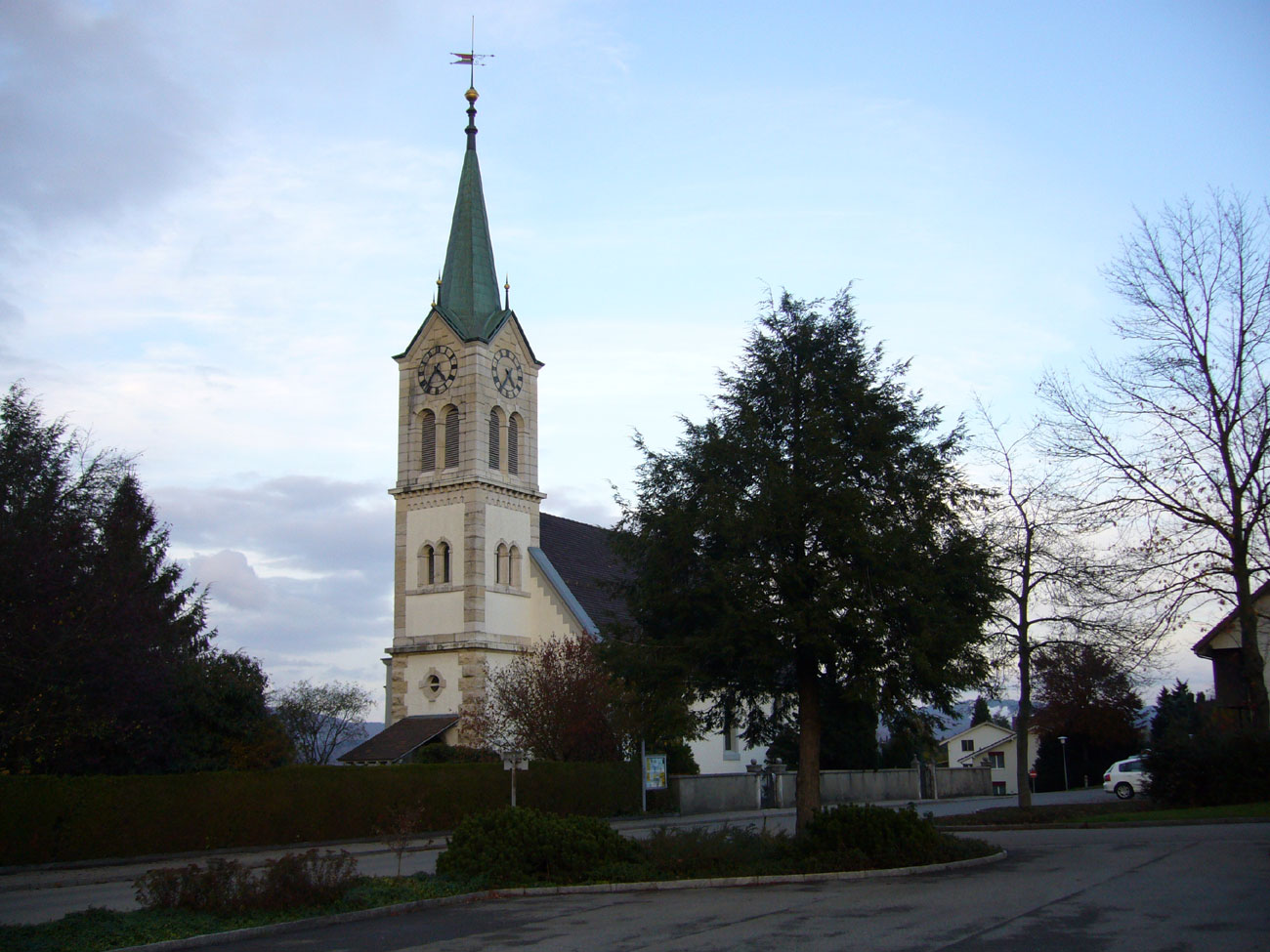
Kirche von Rothrist

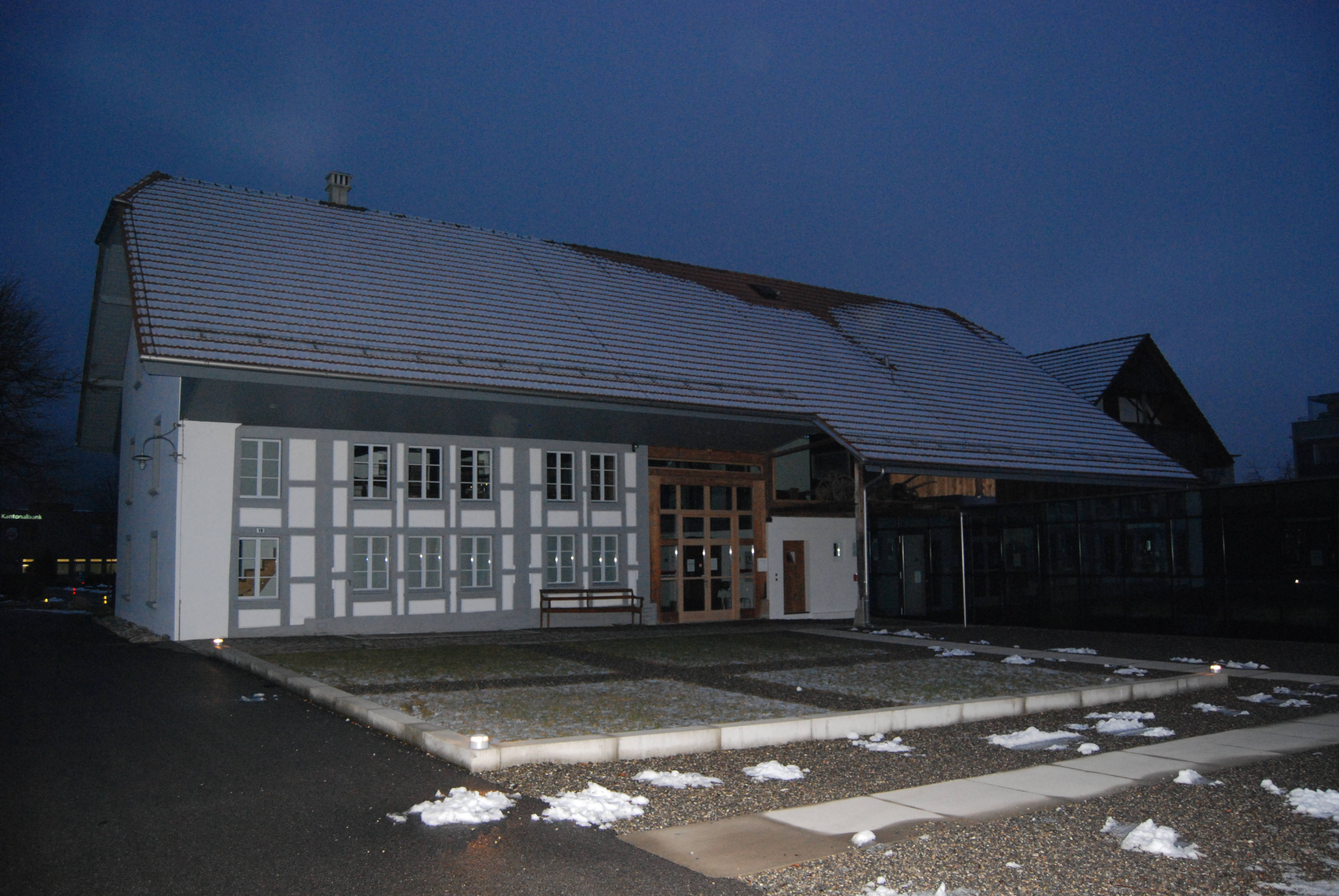
Heimatmuseum

Die reformierte Kirche im Ortsteil Niederwil entstand 1714/15, als Stiftung des Pfarrers von Uerkheim. Zuvor hatte die heutige Gemeinde Rothrist kirchlich zu Zofingen gehört. Baumeister Abraham Dünz der Jüngere errichtete die Kirche im Barockstil. 1900 fügte man an der Westseite einen neuromanischen Kirchturm an.
Am Bachweg im Zentrum von Rothrist steht das Heimatmuseum. In den ehemaligen Wohnräumen des früheren Bauernhauses «Miescherheimet», einem Fachwerkhaus aus dem 18. Jahrhundert, befindet sich das Wohnmuseum. Auf zwei Stockwerken vermitteln die historisch eingerichteten Räume einen Eindruck vom täglichen Leben im 19. und dem frühen 20. Jahrhundert in einem von Landwirtschaft und Heimarbeit geprägten Dorf. Die Räume im Dachstock illustrieren die Geschichte der Gemeinde Rothrist. Ein gewichtiger Schwerpunkt bildet das Thema der Auswanderung nach Amerika in der Mitte des 19. Jahrhunderts, als zahlreiche Menschen aus Rothrist aus wirtschaftlicher Not ihre Heimat verliessen.

## Wappen
Die Blasonierung des Gemeindewappens lautet: «In Rot über grünem Dreiberg gewendete weisse Pflugschar, im Schildhaupt begleitet von zwei fünfstrahligen weissen Sternen.» Diese Darstellung erschien erstmals 1811 auf dem Gemeindesiegel und ist seither unverändert geblieben.

## Bevölkerung
Die Einwohnerzahlen entwickelten sich wie folgt:
| Jahr      | 1764 | 1803 | 1850 | 1900 | 1930 | 1950 | 1960 | 1970 | 1980 | 1990 | 2000 | 2010 | 2020 |
| Einwohner | 1121 | 1447 | 2620 | 2846 | 3407 | 4219 | 5048 | 5883 | 6015 | 6741 | 6869 | 7812 | 9290 |

Am 31. Dezember 2023 lebten 9866 Menschen in Rothrist, der Ausländeranteil betrug 25,6 %. Bei der Volkszählung 2015 bezeichneten sich 34,5 % als reformiert und 23,8 % als römisch-katholisch; 41,7 % waren konfessionslos oder gehörten anderen Glaubensrichtungen an. 87,4 % gaben bei der Volkszählung 2000 Deutsch als ihre Hauptsprache an, 3,2 % Serbokroatisch, 3,1 % Italienisch, 1,3 % Albanisch und 0,9 % Türkisch.

## Politik und Recht
Die Versammlung der Stimmberechtigten, die Gemeindeversammlung, übt die Legislativgewalt aus. Ausführende Behörde ist der fünfköpfige Gemeinderat. Er wird im Majorzverfahren vom Volk gewählt, seine Amtsdauer beträgt vier Jahre. Der Gemeinderat führt und repräsentiert die Gemeinde. Dazu vollzieht er die Beschlüsse der Gemeindeversammlung und die Aufgaben, die ihm vom Kanton zugeteilt wurden. Für Rechtsstreitigkeiten ist in erster Instanz das Bezirksgericht Zofingen zuständig. Rothrist ist Sitz des Friedensrichterkreises XV, der den westlichen Teil des Bezirks umfasst.

## Wirtschaft

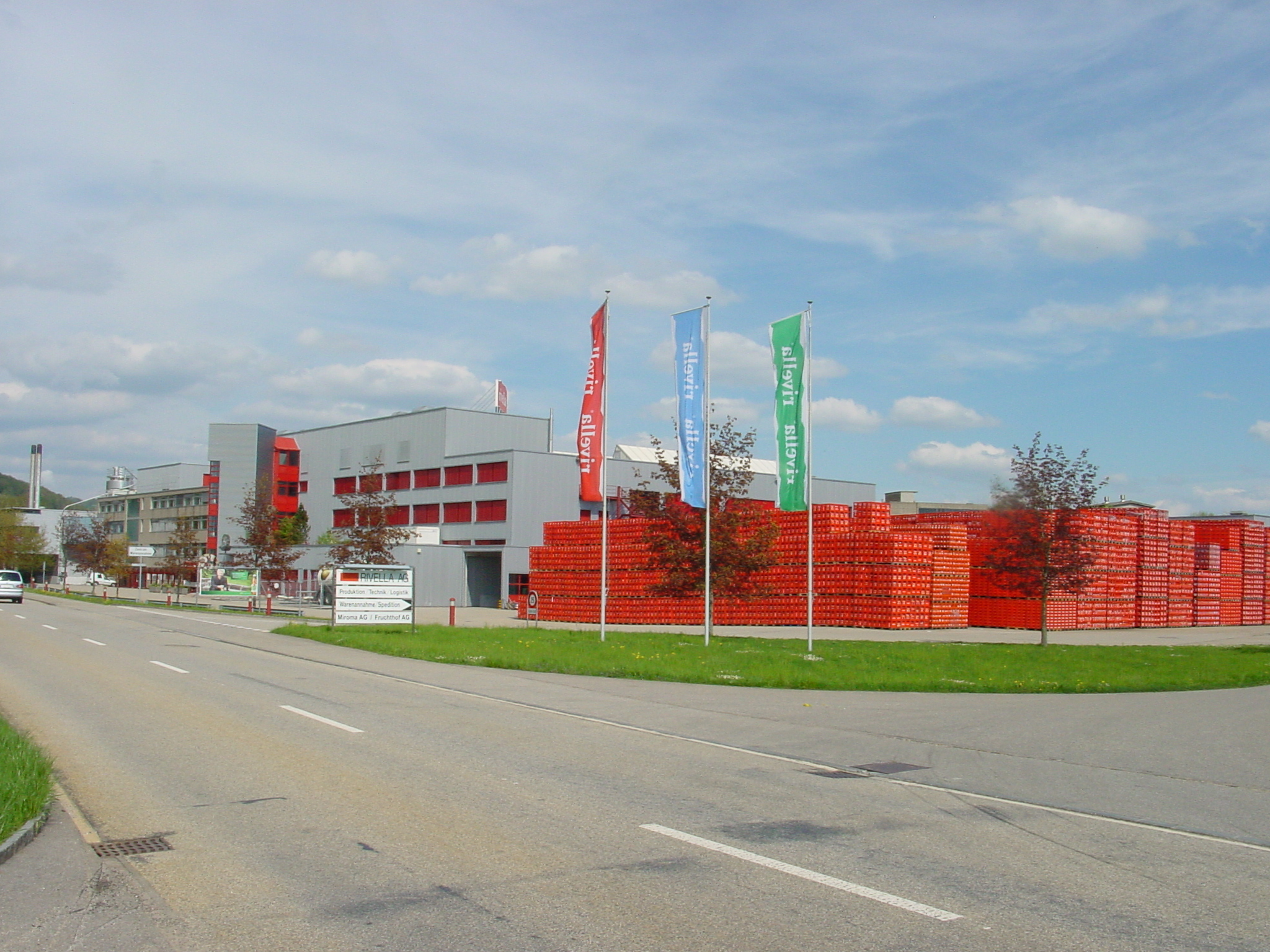
Rivella-Hauptsitz

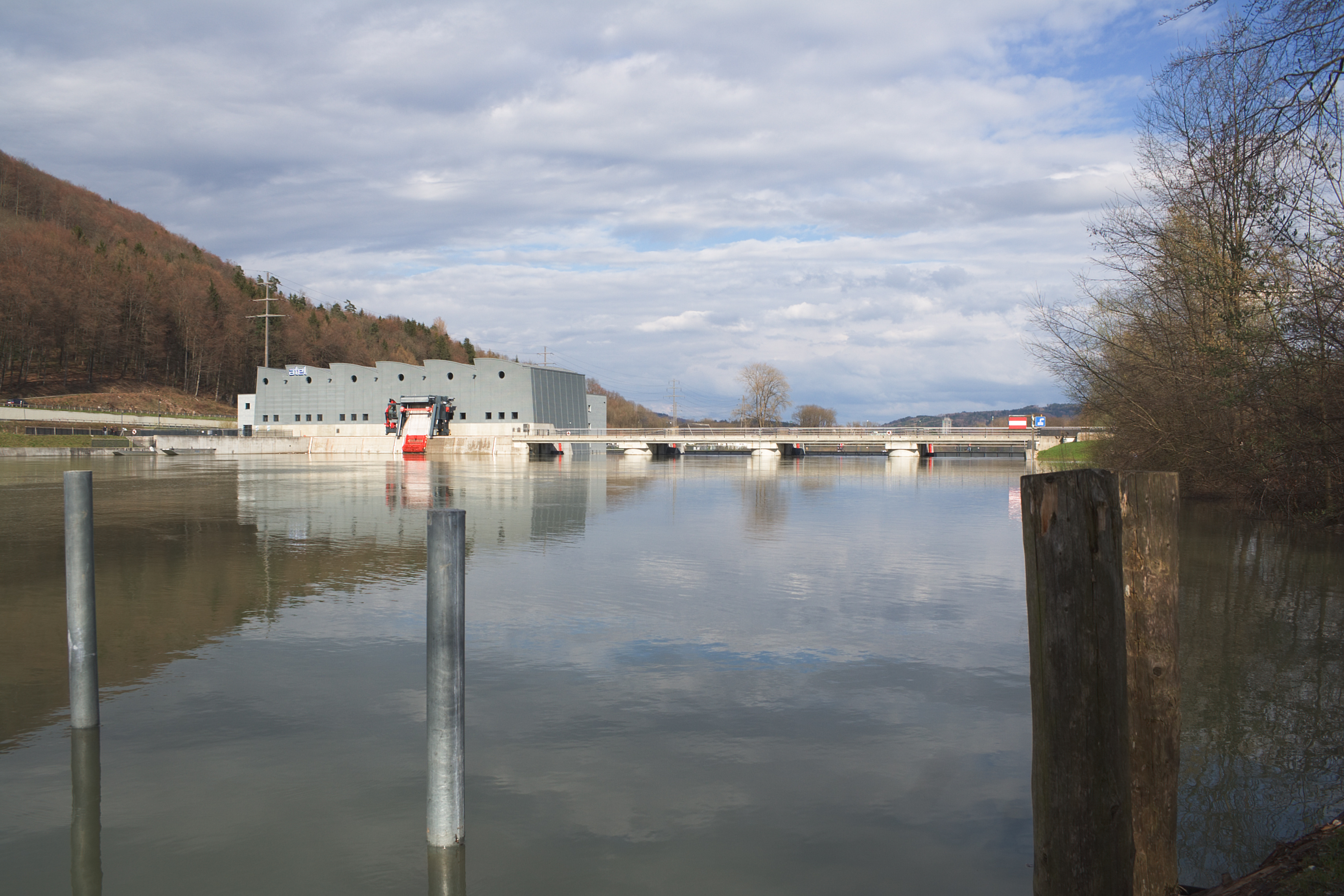
Kraftwerk Ruppoldingen

In Rothrist gibt es gemäss der im Jahr 2015 erhobenen Statistik der Unternehmensstruktur (STATENT) rund 4600 Arbeitsplätze, davon 1 % in der Landwirtschaft, 37 % in der Industrie und 62 % im Dienstleistungsbereich. Die bekanntesten Firmen sind/waren das Getränkeunternehmen Rivella AG, die Giezendanner Transport AG und die Ferroflex AG (einer der grössten Stahlhändler schweizweit). Die Möbel Hubacher AG mit Sitz in Rothrist (einer der grössten Möbel- und Teppichhändler der Schweiz) wurde 2015 von der Pfister-Gruppe übernommen, die 2019 wiederum in der XXXLutz-Gruppe aufging. Per Ende 2023 will Benteler (Unternehmen) seinen Produktionsstandort in Rothrist schliessen, wobei etwa 300 Arbeitsplätze betroffen wären. Das im Jahr 2000 eröffnete Kraftwerk Ruppoldingen in der Aare gehört zu den leistungsfähigsten Wasserkraftwerken des Landes. Zahlreiche Erwerbstätige sind Wegpendler und arbeiten in der Region Zofingen/Olten.

## Verkehr
Rothrist ist verkehrsmässig ausgezeichnet erschlossen und befindet sich an der A1 zwischen Zürich und Bern, der wichtigsten Autobahn der Schweiz, nahe den beiden Kreuzungspunkten mit der A2. Durch das Dorf selbst führt die Hauptstrasse 1 (Zürich–Bern), im Ortsteil Niederwil zweigt die Kantonsstrasse 283 nach Aarburg ab. Am SBB-Bahnhof halten Regionalzüge nach Olten und Langenthal. An der südwestlichen Gemeindegrenze beginnt die Neubaustrecke Mattstetten–Rothrist. Zwei Buslinien der Gesellschaft Limmat Bus führen vom Bahnhof Zofingen über Oftringen und Rothrist nach Murgenthal (teilweise im Viertelstundentakt) bzw. vom Bahnhof Zofingen über Vordemwald nach Rothrist. An Wochenenden verkehrt ein Nachtbus vom Bahnhof Olten über Rothrist und Zofingen nach Vordemwald.
Beim Bahnhof Rothrist betreibt Giezendanner einen Terminal für den kombinierten Verkehr mit 2 Gleisen (insgesamt 300 m), erreichbar von der A1 Ausfahrt 46 Rothrist.

## Bildung
Die Gemeinde verfügt über vier Kindergärten und sieben Schulhäuser, in denen sämtliche Schulstufen der obligatorischen Volksschule absolviert werden können (Primarschule, Realschule, Sekundarschule und Bezirksschule). Das nächstgelegene Gymnasium ist die Kantonsschule Zofingen.

## Persönlichkeiten
- Robert Barth (1922–2007), Unternehmer
- Ramon Bischoff (* 1993), Komponist und Toningenieur
- Edgar Buchwalder (1916–2009), Radsportler
- Diogo Costa (* 1999), portugiesisch-schweizerischer Fussballspieler
- Benjamin Giezendanner (* 1982), Transportunternehmer und Politiker (SVP)
- Stefan Giezendanner (* 1978), Transportunternehmer und Politiker (SVP)
- Ulrich Giezendanner (* 1953), Transportunternehmer und Politiker (SVP)
- Leonardo Gubinelli (* 2000), schweizerisch-italienischer Fussballspieler
- Kurt Hediger (1932–2022), Kunstmaler
- Fabio Leimer (* 1989), Rennfahrer
- Michael Reusch (1914–1989), Kunstturner
- Simon Schürch (* 1990), Ruderer
- Paul Senn (1901–1953), Fotograf
- Simon Spiess (* 1987), Jazzmusiker
- Gido Wiederkehr (* 1941), Maler, Grafiker und Kunstpädagoge
- Clara Winnicki (1880–1941), Apothekerin